# AKB48 SHOW!
『AKB48 SHOW!』（エーケービー フォーティーエイト ショー）は、NHKが制作し、BSプレミアムで2013年10月5日から2019年3月24日まで放送されていたバラエティ番組である。AKB48グループおよび坂道シリーズのメンバーが出演する。

## 概要
スタジオでの生歌ライブに加え、各メンバーによるインタビューやトーク、コント、ロケ、さまざまなイベントの裏側を紹介するドキュメンタリーなど、さまざまな面からAKB48グループの魅力を引き出し視聴者に届けるエンターテインメントショー番組。スタジオライブではAKB48の代表曲を始め、各姉妹グループ・各派生ユニットの楽曲、滅多に放送されない各シングルのカップリングや劇場公演曲なども、たいていフルサイズで披露されていた。放送中は常時画面左側に番組ロゴが表示されていた。先述の乃木坂や姉妹グループをメインにした回ではロゴが当該グループに（色もグループロゴと同一）、メンバー個人をフィーチャーした回ではロゴがメンバー名に変更されていた。
番組公式サイトの「チラッとMOVIE&インタビュー」では、ホームページ限定のインタビュー動画や次回放送予定の映像の一部が少しだけ見られる動画が配信されている。
制作統括の石原真が『今夜は最高!』のようなワンマンショーをAKB48だけでやってみたいというコンセプトで当番組を立ち上げた。日本国内のAKB48グループ全メンバーがレギュラーとなって出演するNHKの番組はこれが初となった。当初は2013年4月からスタートする予定だったものの、同年6月の選抜総選挙（日産スタジアムで開催。指原莉乃が初めて1位になった年である）と夏に行われた五大ドームツアーの兼ね合いで、ドームツアー終了後の9月に最初の収録、10月からの放送開始にそれぞれ延期された。
2014年3月1日からはAKB48の公式ライバルである乃木坂46による別冊番組『別冊 乃木坂46 SHOW!』（べっさつ のぎざかフォーティーシックス ショウ）が、2016年9月17日からは乃木坂46と欅坂46（坂道シリーズ）による別冊番組『別冊 46 SHOW!』（べっさつ フォーティーシックス ショウ）が、2016年12月10日からは欅坂46による別冊番組『別冊 欅坂46 SHOW!』（べっさつ けやきざかフォーティーシックス ショウ）が、不定期で放送されていた。
2017年4月29日からは過去の放送回を再構成・再編集した『AKB48 SHOW! Remix』が不定期で放送されるようになった。2018年4月29日以降は『AKB48 SHOW! REMIX』（すべて大文字）として放送され、回数のカウントもリセットされている。
2018年4月8日より放送日時が毎週日曜日23時からに変更。それと同時に番組内のナレーション（次回予告を含む）をメンバーが交代で務めるようになった（さらに2018年9月2日からは10分前倒しされて22時50分からの放送）。
2019年3月24日をもって番組終了。5年半の放送に幕を降ろした。

## コーナー
オープニングコント
冒頭で行われるコント。スタッフの「本番行きます」の合図で楽屋セットがステージに早変わりし、そのまま曲に入る。
潜入シリーズ
AKB48グループのイベントの裏側に潜入し、オフショット撮影やインタビューを行う。
AKB48 被災地訪問
東北地方太平洋沖地震（東日本大震災）をきっかけに始まった「誰かのために」プロジェクトによる、AKB48グループメンバーの被災地訪問の報告を行うコーナー。2014年3月から不定期で放送されている。これ以前は『MUSIC JAPAN』において不定期で放送されていたが、2014年1月訪問分から本番組へ移行した。
横山総監督のお説教部屋 → 横山総監督のはんなり相談室
AKB48グループ総監督の横山由依がメンバー1人を呼び出し、愛のある説教を行う(?)対談トークコーナー。
桜井キャプテンのお説教部屋
『別冊 乃木坂46 SHOW!』のみ。乃木坂46キャプテンの桜井玲香がメンバー1人を呼び出し、愛のある説教を行う(?)対談トークコーナー。
チーム8の日本全国ふるさと講座
AKB48 Team8の代表メンバーが自身の出身都道府県を紹介するコーナー。
白間美瑠画伯のみるみる美術館
NMB48の白間美瑠が毎回肖像画のモデルとトークをしながら、その知られざる美しさを引き出すコーナー。
Team8横道侑里 ハイパー全開ダンス教室
横道侑里が48グループの曲を全力で踊るコーナー。
キャプテン岡田奈々 愛の船長室
STU48キャプテンの岡田奈々がSTU48のメンバー4人と台本なしのトークを繰り広げるコーナー。
加藤美南画伯のかとみな美術館
NGT48の加藤美南が毎回肖像画のモデルとトークをしながら、その知られざる美しさを引き出すコーナー。
山根涼羽画伯のずんちゃん美術館
AKB48の山根涼羽が動画配信を1年間毎日欠かざず続けたご褒美。肖像画のモデルとトークをしながら、その知られざる美しさを引き出すコーナー。
オープニングチャレンジ
特定のワードを16人全員が言えるまでチャレンジを行う。全員言えたら曲に入ることができるが、失敗したら1人目からやり直し。
今さら聞けない AKB白熱教室
AKB48グループ関連の用語を講師のイアン・ムーアが解説する。当初は日本語吹き替えで放送され、その後は日本語字幕スーパーでの放送となった。度々、生徒がイアンの解説にツッコミを入れるのがお約束となっていた。
AKBニュース
AKB48メンバーのトリビア的なことをニュース番組風に紹介する。名指しされたメンバーはそれに対して一言述べる。
たかみな総監督のお説教部屋
AKB48グループ総監督の高橋みなみがメンバー1人を呼び出し、愛のある説教を行う(?)対談トークコーナー。過去には大島優子が須田亜香里を説教したことがある。
西野未姫 全力ダンス教室のコーナー
西野未姫が48グループの曲を全力で踊るコーナー。

## 出演者
- AKB48グループ
  - AKB48
  - SKE48
  - NMB48
  - HKT48
  - NGT48
  - STU48
  - JKT48
  - BNK48
  - TPE48→AKB48 Team TP
- 坂道シリーズ
  - 乃木坂46（主に別冊「乃木坂46 SHOW!」「46 SHOW!」）
  - 欅坂46（主に別冊「欅坂46 SHOW!」「46 SHOW!」）
  - けやき坂46→日向坂46（主に別冊「欅坂46 SHOW!」「けやき坂46 SHOW!」「46 SHOW!」）
- その他
  - =LOVE（#163「さしはらSHOW!」など）
- AKB48グループ元メンバー
  - 浦野一美（元AKB48・SDN48・渡り廊下走り隊）、平嶋夏海（元AKB48・渡り廊下走り隊）、前田敦子（元AKB48）、板野友美（元AKB48）
- AKB48グループスタッフ
  - 茅野しのぶ（AKB48グループ総支配人、衣装責任者）、北川謙二（AKB48プロジェクトのアシスタントプロデューサー）、秋元康

### ゲスト
- 梶原善（1、3）
- 遠山俊也（2、26、44）
- 野間口徹（4、12、27、39、70、109、130、161、194、199、206）
- 田中要次（5、8、25、38、55、72）
- 石井正則（6、19、33、42、44、65、101、111）
- 金子昇（7）
- 山崎樹範（9、73、79、127）
- 松尾諭（14、15、21、30、43、50、74、121、124）
- 酒井敏也（17、31、34）
- 袴田吉彦（18）
- 六角慎司（24、29、37、48、61、62、91、132）
- 内田裕也（37、39）
- やべきょうすけ（40、84、113）
- 永岡佑（41、54、76、78、115、122、143）
- 須田邦裕（45、98）
- 日野陽仁（46、68）
- 敦士（52）
- 前川泰之（53）
- 崎本大海（64、82）
- 金子岳憲（70、80）
- 堺沢隆史、廻飛呂男、師岡広明（70）
- 松澤一之、粕谷吉洋（80）
- 坂本真（86、92）
- イアン・ムーア（94）
- 池田鉄洋（94）
- 津田寛治（95、106）
- 小松利昌（118、149、180、196）
- 長谷川朝晴（119、168、214）
- 小林正寛（125）
- 渡辺いっけい（129）
- 大重わたる（135、183）
- 森田順平（136）
- 稲垣潤一（141）
- 坂田聡（148）
- 石井智也（150、178、205）
- 鬼頭真也（160）
- 石黒英雄（164）
- 竹井亮介（182、190、207）
- くまモン（197）
- 駒木根隆介（201）
- 西郷豊（211）

### 過去の出演者
- SNH48
- DIVA
- イアン・ムーア（「今さら聞けないAKB白熱教室」講師役）

## 放送時間
| 放送期間                      | 放送日時                   | 放送局                  | 備考   |
| ----------------------------- | -------------------------- | ----------------------- | ------ |
| 2013年10月5日 - 2015年3月21日 | 土曜日 23:30 - 23:59       | NHK BSプレミアム        | 本放送 |
| 2015年4月4日 - 2017年4月1日   | 土曜日 23:15 - 23:44       | NHK BSプレミアム        | 本放送 |
| 2017年4月8日 - 2018年3月24日  | 土曜日 23:45 - 日曜日 0:14 | NHK BSプレミアム        | 本放送 |
| 2018年4月8日 - 2018年8月26日  | 日曜日 23:00 - 23:29       | NHK BSプレミアム        | 本放送 |
| 2018年9月2日 - 2019年3月24日  | 日曜日 22:50 - 23:19       | NHK BSプレミアム        | 本放送 |
| 2014年10月5日 - 2016年4月3日  | 日曜日 2:00 - 2:29         | NHKワールド・プレミアム | 再放送 |
| 2016年4月10日 - 2017年4月2日  | 日曜日 1:30 - 1:59         | NHKワールド・プレミアム | 再放送 |
| 2017年4月9日 - 2018年3月25日  | 日曜日 2:05 - 2:34         | NHKワールド・プレミアム | 再放送 |
| 2018年4月8日 - 2019年3月30日  | 日曜日 1:55 - 2:24         | NHKワールド・プレミアム | 再放送 |
| 2014年10月5日 - 2015年3月29日 | 日曜日 10:30 - 10:59       | NHK BSプレミアム        | 再放送 |
| 2015年4月5日 - 2017年4月2日   | 日曜日 10:00 - 10:29       | NHK BSプレミアム        | 再放送 |
| 2017年4月9日 - 2019年3月31日  | 日曜日 9:30 - 9:59         | NHK BSプレミアム        | 再放送 |

## 放送日程

### 特別編
- 乃木坂46 紅白SP!（2016年1月22日、NHK BSプレミアム）[31]
- 乃木坂46 紅白SP! 拡大版（2016年2月11日、NHK BSプレミアム）[31]
- AKB48 AtoZ 2016（2016年10月21日、NHK BSプレミアム）
- AKB48 FES 2016（2016年10月22日、NHK BSプレミアム）

## スタッフ
- 声の出演 - 青二プロダクション[注 63]（2018年3月まで。4月以降はREMIXなど一部回のみを担当[13]。）
- 構成 - 内村宏幸、山内正之、酒井義文、藤原ちぼり、伊藤のぶゆき
- 資料提供 - AKS、STU、乃木坂46LLC（乃木坂46 SHOW!）、Seed & Flower（欅坂46 SHOW!）
- 美術 - 谷口聖子、奥野知佳
- CG製作 - 山口悠野
- 技術 - 関本浩則、関根和成
- 撮影 - 中田洋介、小池一樹
- 照明 - 萩原修、福嶋孝雄
- 音声 - 松本靖司、盛重敦礼
- 音響効果 - 石崎野乃
- 演出 - 有川崇
- ディレクター - 松田朋子
- プロデューサー - 西雅史
- 製作統括 - 石原真、井上啓輔、茂山圭司、河野琢生
- 制作協力 - ディ・コンプレックス、アルファ・グリッド
- 制作 - NHKエンタープライズ
- 制作・著作 - NHK